# 우나이 시몬
우나이 시몬 멘디빌(바스크어: Unai Simón Mendibil, 1997년 6월 11일 ~)은 스페인의 축구 선수로 포지션은 골키퍼이다. 현재 스페인 라리가의 아틀레틱 클루브 소속이다.

## 클럽 경력
시몬은 CD 바스코니아에서 2014–15 시즌에 테르세라 디비시온 데뷔전을 치르며 아틀레틱 빌바오의 팜 팀 소속으로 첫 성인 무대에 나섰다.
2018년 7월 13일, 시몬은 2023년까지 계약을 연장했다.
2020년 8월, 그는 클럽과 2025년 여름까지 유효한 새 계약을 체결했다.
2024년 5월 24일, 아틀레틱 클럽은 시몬이 2029년까지 유효한 5년 계약을 체결했다고 발표했다. 이는 그가 계약 기간을 모두 이행할 경우 클럽에서 15년간의 경력을 20년으로 연장하게 됨을 의미한다.

## 국가대표 경력
시몬은 2022년 FIFA 월드컵에서 스페인 대표팀의 주전 골키퍼로 활약했다.
2024년 6월 7일, 시몬은 UEFA 유로 2024 스페인 대표팀 명단에 포함되었다. 그는 팀의 개막전에서 선발 출전하며 크로아티아를 상대로 3-0 무실점 승리를 기록했다. 경기는 베를린에서 열렸다.